# Einblasverfahren (Wärmedämmstoff)

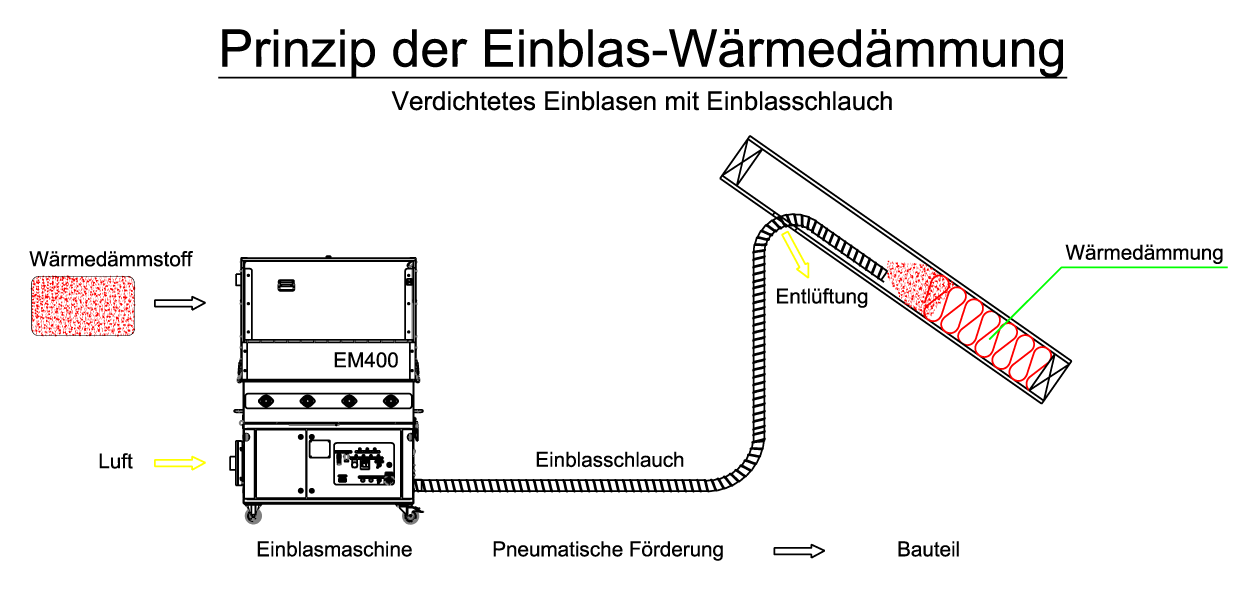
Prinzip der Einblas-Wärmedämmung

Beim Einblasverfahren wird Wärmedämmstoff mittels einer Einblasmaschine in Bauteile von Gebäuden eingebaut, man spricht auch von der Einblasdämmung. Der Wärmedämmstoff wird der Maschine zugeführt. Die von einem Kompressor gespeiste Einblasmaschine bricht den im Liefergebinde verdichteten Wärmedämmstoff in Stücke und lockert ihn anschließend weiter auf. Der aufgelockerte Wärmedämmstoff wird zusammen mit Luft über einen Schlauch in die zu dämmenden Bauteile transportiert. Im Bauteil verteilt sich der Wärmedämmstoff raumfüllend, wird durch den Druck verdichtet und wird damit zur Wärmedämmung.

## Verdichtetes Einblasen

### Schlauchblasen
Beim verdichteten Einblasen wird der Wärmedämmstoff in vollständig verschalte Hohlräume durch eine Einblasöffnung eingebracht. Im ersten Moment befüllt sich der Hohlraum im Allgemeinen von unten nach oben mit losem Dämmstoff. Mit zunehmendem Füllgrad wird der Dämmstoff durch den während des Einblasvorgangs im Hohlraum herrschenden Überdrucks verdichtet. Zum Ende hin des Einblasvorgangs befüllt sich der Raum um die Einblasöffnung. Im besten Fall ist der Dämmstoff nun raumausfüllend, fugenfrei und mit einer möglichst gleichmäßigen Verdichtung befüllt und damit wärmegedämmt. Die gleichmäßige Verteilung und die Einbaudichte sind für die Wärmedämmeigenschaften und die Setzungssicherheit von entscheidender Bedeutung.

### Einblasen mit entlüfteter Einblaslanze

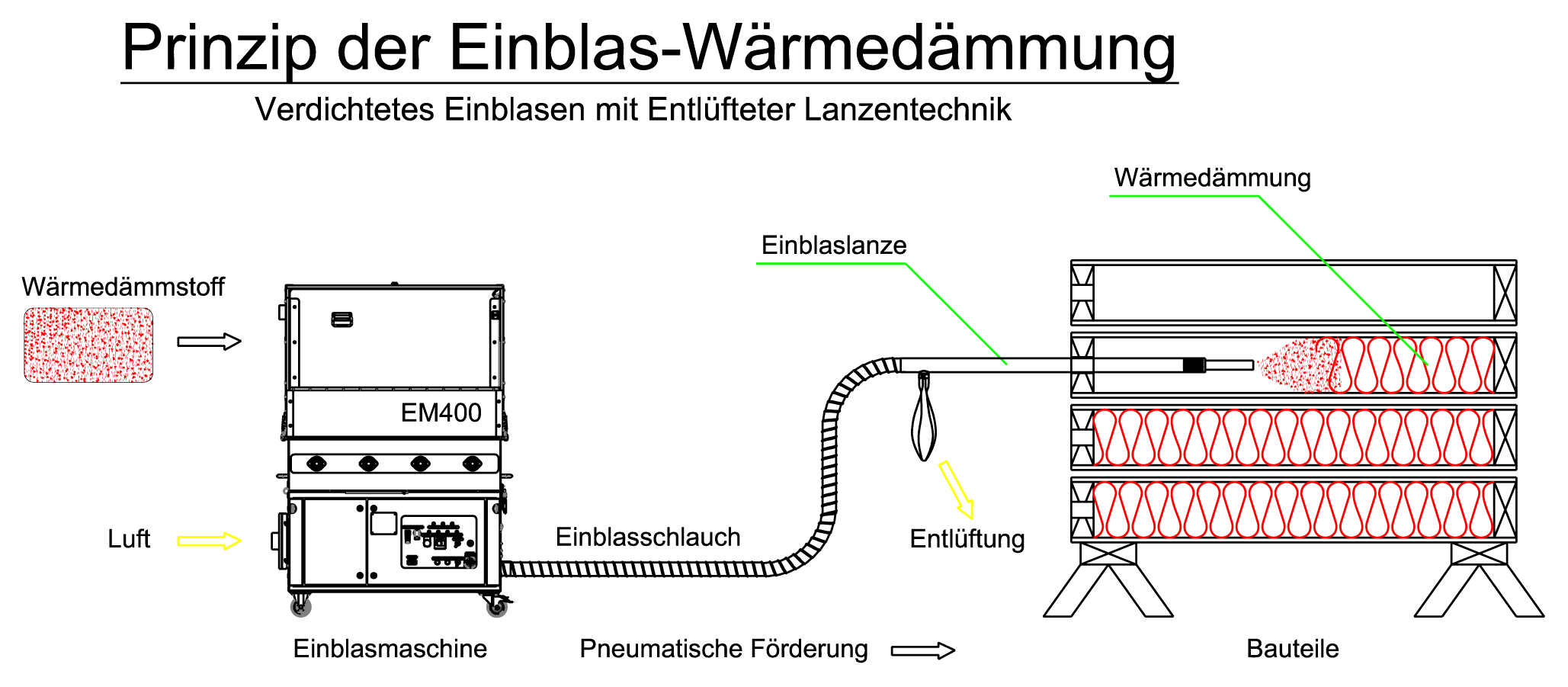
Einblas-Wärmedämmung mit Einblaslanze

Vorgefertigte Wand- oder Dachelemente bzw. Bauteile werden nach der Fertigung oder auf der Baustelle häufig gestapelt. Die Gefache können daher nur durch die Schwellen erreicht werden. Mit einer Einblaslanze, welche bis ans entfernte Ende eingeschoben wird, kann das Bauteil vollständig ausgefüllt werden. Von Vorteil ist die starre Einblaslanze gekennzeichnet dadurch, dass die bereits erzielte Verteilung und Verdichtung vom Befüller ertastet werden kann und mit einer Stoßbewegung – wenn gewünscht – mechanisch nachverdichtet werden kann. Elemente, welche auf Grund der Werkstoffe luftdicht sind oder auf Grund des Aufbaus keine Entlüftungsmöglichkeiten auf Grund von Imperfektionen ergeben, können durch die passive Entlüftung durch einen Staubsack sicher befüllt werden.

### Einblasen mit entlüfteter Drehdüse

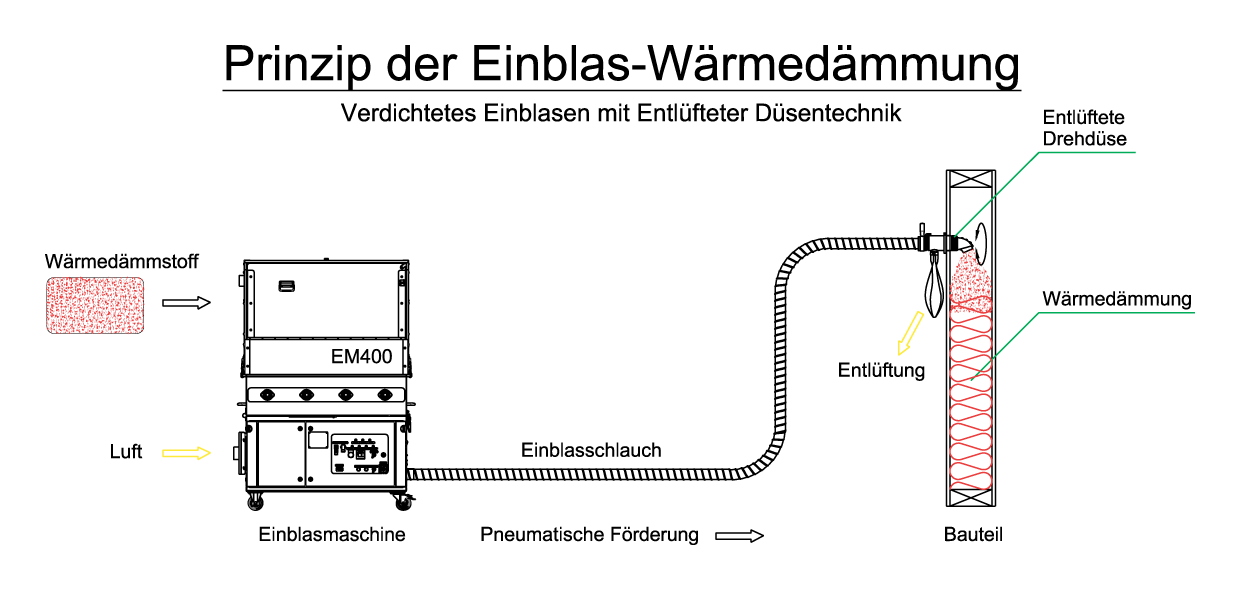
Prinzip Einblas-Wärmedämmung mit entlüfteter Drehdüse

Das Einblasen von Wänden und ähnlichen Bauteilen kann mittels einer entlüfteten Drehdüse erfolgen. Bei diesem Verfahren wird die Luft, welche den Dämmstoff transportiert, verteilt und verdichtet kontrolliert aus dem Bauteil herausgeführt. Die Entlüftung ist in der Drehdüse integriert, so dass die Einblasöffnung gleichzeitig für das Einströmen des Wärmedämmstoffs und der Abfuhr der überschüssigen Luft dient.

#### Passive Entlüftung
Bei dieser Variante wird die überschüssige Luft durch einen Staubsack gefiltert und abgeführt. Der Staubsack kann an einem Austrittsstutzen der Drehdüse befestigt werden. Der Vorgang wird durch den im Bauteil beim Einblasvorgang eintretenden Überdruck selbstständig in Gang gesetzt.

#### Aktive Entlüftung
Bei dieser Variante wird die überschüssige Luft durch eine Saugvorrichtung aktiv an dem Austrittsstutzen der Drehdüse kontrolliert abgeführt.

## Offenes Aufblasen
Beim offenen Aufblasen wird der Wärmedämmstoff auf einer nach oben offenen Fläche aufgetragen. Häufig wird so die oberste Geschossdecke gedämmt.

### Offenes Aufblasen ohne Feuchtigkeitszusatz
Das Auftragen kann im einfachsten Fall mit einem Schlauch oder mit einem starren Rohr erfolgen.

### Offenes Aufblasen mit Feuchtigkeitszusatz
Um spätere Verwehungen des Wärmedämmstoffs zu vermeiden, kann auf die fertige Oberfläche des Wärmedämmstoffs Feuchtigkeit aufgetragen werden. Dadurch vernetzt sich der Dämmstoff auf Grund der üblicherweise enthaltenen Bindestoffe. Eine andere Möglichkeit ist den Dämmstoff bereits mit Feuchtigkeitszusatz aufzutragen. Dies hat mehrere Vorteile. Zum einen wird die Staubentwicklung beim Auftragen erheblich vermindert. Des Weiteren kann der Wärmedämmstoff durch die Bündelung auch an entfernteren Stellen kontrolliert und gezielt aufgetragen werden. Zuletzt kann durch die durchgängig eintretende Vernetzung des Wärmedämmstoffs auf die Überfüllung, welche die nachträglich zu erwartende Setzung kompensieren soll, vernachlässigt werden. Durch die Vernetzung ist mit einer geringeren oder keiner nachträglichen Setzung zu rechnen.

## Feuchtsprühverfahren
Beim Feuchtsprühverfahren wird dem Wärmedämmstoff beim Austritt aus dem Schlauch Feuchtigkeit zugesetzt. Die Feuchtigkeit löst die üblicherweise im Einblasdämmstoff enthaltene Bindestoffe eine Verklebung des Dämmstoffs aus. Dadurch kann der Dämmstoff auch an Wänden oder Decken aufgetragen werden ohne anschließend wieder abzufallen, was bei trockenem Dämmstoff sicher zu erwarten wäre.
Die Feuchtigkeit wird mittels Sprühköpfen dem Wärmedämmstoff zugeführt. Typischerweise kommen mehrere Sprühdüsen zum Einsatz, welche den Dämmstoffstrahl bündelt und durchfeuchtet. Der so von Feuchtigkeit umfasste Strahl und der im besten Fall gut und gleichmäßig durchfeuchtete Wärmedämmstoff wird an Wänden, Decken oder Ähnlichem bis zur gewünschten Schichtdicke aufgetragen.
Optional kann der Flüssigkeit eine Kleber zugesetzt werden. Dadurch erhöht sich die Bindewirkung beim Auftragen, so dass höhere Schichtdicken erzielt werden können oder zum Beispiel beim Sprühen über Kopf eine leichtere Verarbeitung zulassen.